# Hutchinson Internment Camp

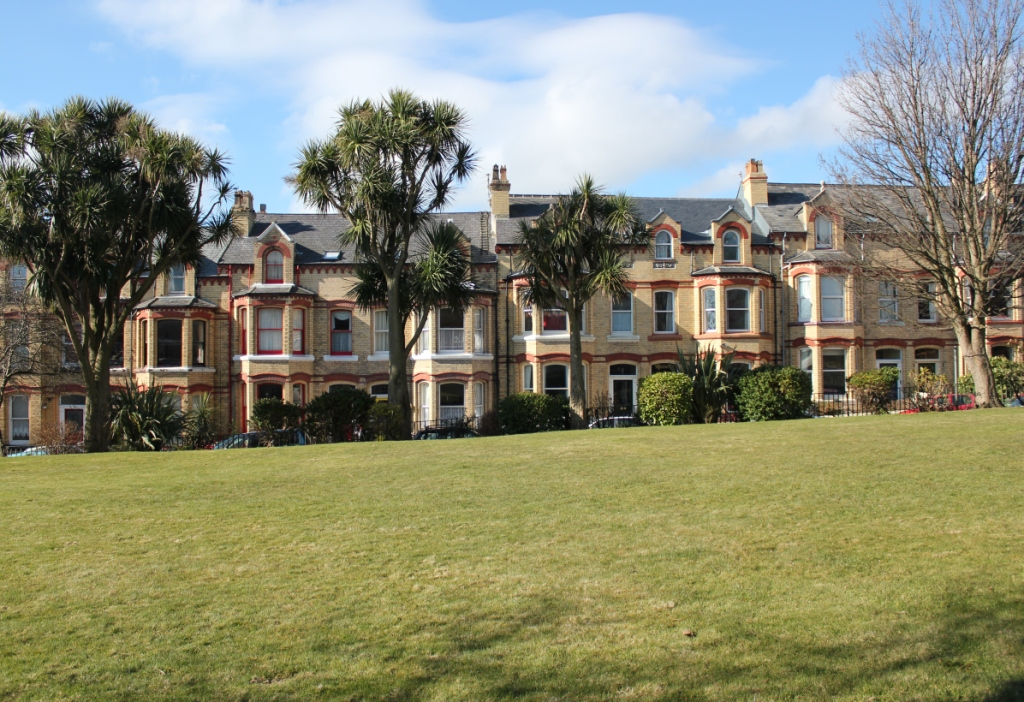
Häuser auf der Südseite des Hutchinson Square

Hutchinson Internment Camp war im Zweiten Weltkrieg ein britisches Internierungslager in Douglas (Isle of Man), dank des blühenden künstlerischen und intellektuellen Lebens seiner Internierten auch als das „Lager der Künstler“ bekannt.

## Ort und Struktur

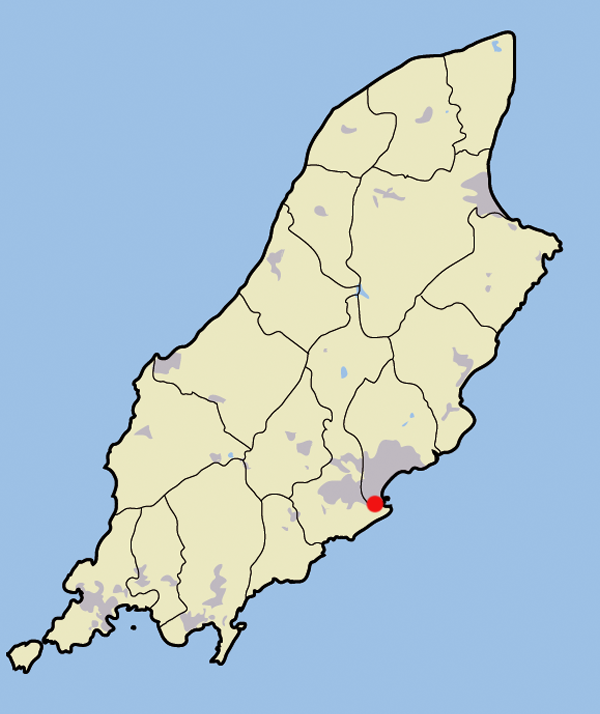
Douglas, Isle of Man, Lage von Hutchinson Camp

Das Lager bestand aus 33 Häusern um den Hutchinson Square nahe dem Broadway in Douglas auf der Isle of Man. Wegen starker Überbelegung mussten die Internierten sich die Betten teilen. Eines dieser Häuser, Arrandale, wurde die Krankenstation des Lagers.
Der Lagerkommandant Major H. O. Daniel war als Leiter beliebt und ermöglichte einen Großteil der kreativen Aktivitäten des Lagers.

## Geschichte
Nach Requisition der Häuser und Errichtung zweier Stacheldrahtzäune um das Gelände (in der Art von Mooragh Camp in Ramsey, eröffnet im Mai) wurde das Hutchinson Camp in der zweiten Juli-Woche des Jahres 1940 eröffnet. Zunächst war es nur mit 415 Internierten belegt, doch bis Ende Juli war die Zahl auf 1205 gestiegen, fast ausschließlich Deutsche oder Österreicher.
Die Anzahl sank ab September 1940 nach Freilassung der Internierten, die nicht als Bedrohung für Großbritannien angesehen wurden. Dies war besonders in Hutchinson Camp ausgeprägt, wo es einen ungewöhnlich hohen Anteil an jüdischen und antinazistischen Internierten gab.
Um es künftig als Kriegsgefangenenlager zu nutzen, wurde Hutchinson Camp im März 1944 geschlossen, und seine 228 Insassen wurden ins Peveril Camp in Peel verlegt.

## Lagerleben
Eine Sammlung von über 150 Fotos, aufgenommen ca. 1940/1 meist von Major H. O. Daniel, bewahrt von Klaus Hinrichsen und heute frei zugänglich im Tate-Archiv, vermittelt einen lebendigen Eindruck vom Lager und seinen Einrichtungen, dem Leben und der Kunst im Lager sowie von einzelnen Internierten.

### Pflichten
Die Häuser des Lagers bildeten getrennte Verwaltungseinheiten, in denen die Internierten als Leiter, Küchen- und Reinigungspersonal, Pfleger und Köche arbeiteten. Zwar wurden diese Stellen von der britischen Wache entsprechend militärischem Vorbild eingerichtet, in Hutchinson Camp wurde jedoch die militärische Bezeichnung „Lagerhauptmann“ durch „Lageranführer“ oder „Lagervater“ ersetzt. Die Rolle des Kochs wurde möglichst von den gelernten Köchen im Lager ausgeübt. Die anderen Internierten hatten dann nur die frischen regionalen Produkte für das Kochen vorzubereiten. Dadurch lernten die Internierten als lokale Manx-Spezialität die Kipper (Bücklinge) zu schätzen, von einigen im Lager „Yom Kippur“ genannt.

### Beschäftigung

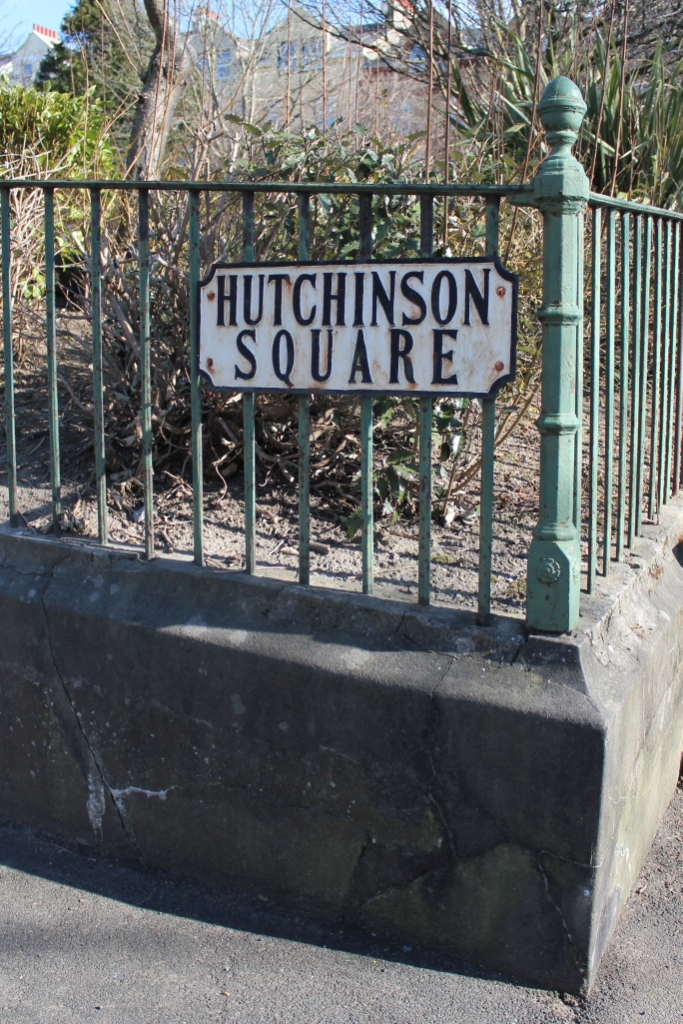
Hutchinson Square

Nach anfänglichem Misstrauen zu Kriegsbeginn durften die Internierten auch außerhalb des Lagers arbeiten, vor allem in der heimischen Landwirtschaft. Zusätzlich übten sie im Lager wieder ihre alten Berufe aus. Neben Berufen wie Schneider und Friseur war der Fall eines Wiener Bäckers bemerkenswert, der Kuchen zum Verkauf im „Künstlercafé“ im Waschraum eines Hauses herstellte. Auch konnten Künstler Porträts und andere Werke verkaufen.

### Sport
Wie in den anderen Lagern auf der Insel trieben die Internierten viel Sport. Die verschiedenen Camps bildeten eine Fußballliga, in der auch Hutchinson mitspielte; die meisten Spiele wurden im Onchan Camp ausgetragen, das einen Platz auf dem Gelände besaß. Den Internierten wurde auch Ausgang unter Bewachung erlaubt sowie Fahrten zum Schwimmen in der Bucht von Douglas. Bei solchen Ausflügen richtete die Wache ein besonderes Augenmerk auf einen der wenigen in Großbritannien geborenen italienischen Internierten, der bei den Olympischen Spielen 1936 in Berlin für Großbritannien angetreten war. Er hatte sein Mannschafts-Turnhemd mit auf die Insel gebracht und trug es trotzig im Lager als Protest gegen seine Internierung. Als weitere sportliche Aktivität in Hutchinson ist das Boule-Spiel auf dem Grün in der Mitte des Lagers zu nennen, wobei mangels echter Boule-Kugeln mit Messingkugeln von den Bettgestellen des Lagers gespielt wurde.

### Moral
Die Internierten waren sehr darum bemüht, das Beste aus ihrer Internierung in Hutchinson Camp zu machen und diese sogar zu genießen. Dies war jedoch oft nur vorgetäuscht, um ein tiefliegendes Gefühl der Depression zu verbergen. Helmuth Weissen kommentierte später, dass „Internierung … eine kontinuierliche Qual [war].“ Dieses Gefühl entsprang der Frustration und Hilflosigkeit über die Internierung und deren Dauer sowie der Empörung über die Ungerechtigkeit, besonders bei jenen Internierten, ob jüdisch oder nicht, die vor ihrer Flucht nach Großbritannien bereits in Nazi-Konzentrationslagern gelitten hatten.
Diese latente Depression zeigte sich vielleicht am deutlichsten im Fall von Kurt Schwitters, von dem viele glaubten, er habe eine wunderbare Zeit, während er hinter verschlossenen Türen seinem Sohn seine Depressionen offenbarte. Tatsächlich brachte sein psychischer Zustand sogar seine Epilepsie wieder zum Ausbruch, was seit seiner Kindheit nicht geschehen war.

“For the outside world he always tried to put up a good show, but in the quietness of the room I shared with him […], his painful disillusion was clearly revealed to me. […] Kurt Schwitters worked with more concentration than ever during internment to stave off bitterness and hopelessness.”

„Für die Außenwelt versuchte er immer, eine gute Vorstellung zu bieten, aber in der Stille des Zimmers, das ich mit ihm teilte […], wurde mir seine schmerzliche Enttäuschung deutlich offenbart. […] Während der Internierung arbeitete Kurt Schwitters konzentrierter als je zuvor, um Bitterkeit und Hoffnungslosigkeit abzuwenden.“

## Kreative Aktivitäten

### Universität

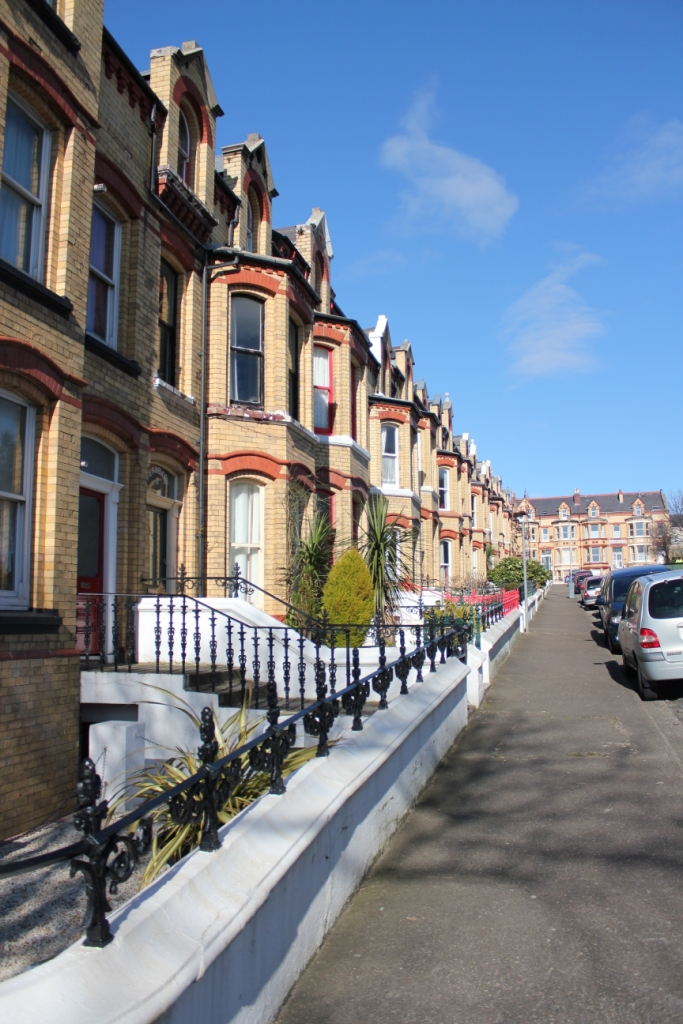
Straße auf der Südseite des Hutchinson Quare

Das Lager war mit einer Fülle von wissenschaftlichen und kreativen Talenten gesegnet, die nur allzu bereit waren, in der Lager-Umgebung zu lehren und zu lernen, wo sie sonst wenig hatten, um ihre Zeit zu füllen. Ähnlich wie in früheren Transitlagern richteten sie innerhalb weniger Wochen nach Eröffnung des Lagers eine „Lageruniversität“ ein. Diese befand sich in einem Gebäude auf der Nordseite des Platzes, bezeichnet als „Vortragshaus“ in einer Lagerkarte, die in einer Ausgabe von The Camp veröffentlicht wurde. Bei gutem Wetter wurden auch Vorträge auf dem Rasen gehalten oder bei kleineren Kursen in den Räumen der Insassen.
Die Universität nutzte das Talent von Naturwissenschaftlern, Mathematikern, Juristen, Philosophen, Schriftstellern, Künstlern, Linguisten und vielen anderen. in Ergänzung zu den Künstlern und Musikern, die Einzelunterricht in ihren Zimmern oder Studios anboten. Zu diesen herkömmlich qualifizierten Dozenten gesellten sich einige andere ungewöhnliche, wie zum Beispiel:

“a lion tamer who was unlucky to be born in Germany while the circus was over in that country. He was one of the first to be released, as his wife could not handle the lions by herself. […] He always carried a small lasso and for a party trick he used to pick flowers with that lasso. His talks were always well attended as he had been out to Africa to capture the animals before actually training them.”

„Ein Löwenbändiger, der unglücklicherweise in Deutschland geboren worden war, während sein Zirkus in diesem Land gastierte. Er wurde als einer der ersten freigelassen, da seine Frau die Löwen nicht allein bändigen konnte. […] Er trug immer ein kleines Lasso, und als Party-Trick pflegte er mit diesem Lasso Blumen zu pflücken. Seine Vorträge wurden immer gut besucht, da er in Afrika gewesen war, um die Tiere zu fangen, ehe er sie tatsächlich trainierte.“

Dieser positive Geist des Lernens wird gut von Fred Uhlman in seinen Memoiren beschrieben:

“Every evening one could see the same procession of hundreds of internees, each carrying his chair to one of the lectures, and the memory of all these men in pursuit of knowledge is one of the most moving and encouraging that I brought back from the strange microcosm in which I lived for so many months.”

„Jeden Abend konnte man die gleiche Prozession von hunderten von Internierten sehen, jeder trug seinen Stuhl zu einem der Vorträge, und die Erinnerung an all diese Menschen auf der Suche nach Wissen ist eine der bewegendsten und ermutigendsten, die ich aus dem seltsamen Mikrokosmos mitgebracht habe, in dem ich so viele Monate gelebt habe.“

### Die ZeitschriftThe Camp
Hutchinson Camp produzierte eine eigene Zeitung, The Camp. Das Blatt wurde in englischer Sprache von den Internierten und für sie geschrieben. Es enthielt Besprechungen und Geschichten sowie redaktionelle Beiträge und Nachrichten von innerhalb und außerhalb des Lagers. Die erste Ausgabe erschien am 21. September 1940. Trotz der Fülle im Lager vorhandener künstlerischer Begabung enthielt das Blatt keine Abbildungen, im Gegensatz zum Onchan Pioneer, der in Onchan Camp weiter nördlich an der Douglas Bay produziert wurde.
Es gab auch andere Ad-hoc-Veröffentlichungen aus der Arbeit der Internierten. Ein Beispiel dafür war Kurt Schwitters’ Kurzgeschichte The Flat and the Round Painter, die in englischer Übersetzung eines anderen Internierten veröffentlicht und im Lager verteilt wurde.

### Kunst

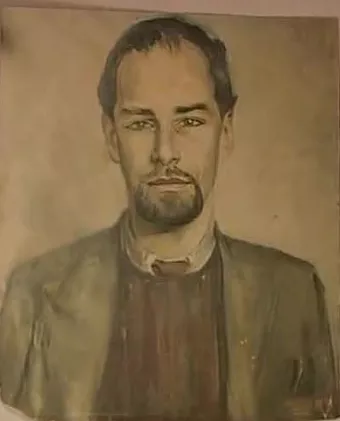
Klaus Hinrichsen, Chronist und Leiter der Kulturabteilung des Lagers, in einem dort von Kurt Schwitters geschaffenen Porträt

Hutchinson Camp war für sein blühendes künstlerisches Leben berühmt, nicht zuletzt wegen seiner vielen bedeutenden und bekannten Künstler. Die im Lager geschaffene Kunst reichte über eine Vielzahl von Medien und Genres: figurative Skulpturen, Malerei der neuen Sachlichkeit, Grafik, Expressionismus, Dadaismus, naive Kunst und Gravur. Klaus Hinrichsen, der die Kulturabteilung des Lagers leitete, bemerkte später, im Lager seien fast alle Stile vertreten gewesen, die zur damaligen Zeit im Dritten Reich unterdrückt wurden.
Schon im ersten Monat nach Eröffnung des Lagers wurde in einem Gebäude eine Kunstausstellung abgehalten. Ihr Erfolg führte zu einer zweiten Ausstellung im November 1940, in der Künstler wie Kurt Schwitters ihre Arbeit zeigten, oft in der Hoffnung, sie zu einem bescheidenen Preis an andere Internierte zu verkaufen. Dafür sprach das künstlerische Produktionstempo von Internierten wie bei Fred Uhlmann, autodidaktischer naiver Künstler, der fast ein Werk am Tag schuf. Kurt Schwitters, vielleicht der bedeutendste Künstler im Lager, schuf über 200 Werke während seiner 16-monatigen Internierung, darunter mehr Porträts als zu jeder anderen Zeit seiner künstlerischen Laufbahn.
Diese Art von Kreativität übte Druck auf die Einrichtungen des Lagers aus und bewirkte einen drastischen Mangel an Malutensilien, zumindest in den frühen Tagen des Lagers. Dies führte zu viel Einfallsreichtum, so zum Beispiel, Farbe aus Ziegelmehl mit dem Öl aus Sardinenbüchsen herzustellen, während der Ausflüge nach Ton zu graben, um daraus Skulpturen zu schaffen, und Linoleumböden aufzureißen, um aus den Stücken Linolschnitte zu machen, die dann zum Druck durch die Heißmangel gezogen wurden.
Hinzu kam ein unersättlicher Verbrauch von Materialien wie Packpapier, staatlichem Toilettenpapier sowie von den Wänden gerissenen Tapeten, und die dabei entstandenen Leerstellen an den Wänden boten Platz für Wandmalereien. Der Graveur Hellmuth Weissenborn begann einen Trend im Lager, indem er Bilder in die dunkelblaue Farbe auf den Fensterscheiben ritzte, die zu jener Kriegszeit zur Verdunkelung bei Luftangriffen herhalten musste. Die von Weissenborn und dann auch von anderen geschaffenen Bilder zeigten Landschaften, Blumen und erotische Frauendarstellungen. Schwitters bereicherte das Ideenspektrum der Internierten um Skulpturen aus Porridge-Brei:

“The room stank. A musty, sour, indescribable stink which came from three Dada sculptures which he had created from porridge, no plaster of Paris being available. The porridge had developed mildew and the statues were covered with greenish hair and bluish excrements of an unknown type of bacteria.”

„Der Raum stank – ein modriger, saurer, unbeschreiblicher Gestank von drei, in Ermangelung von Gips, aus Porridge geschaffenen Dada-Skulpturen. Der Porridge war verschimmelt, und die Statuen waren grünlich behaart und mit bläulichen Ausscheidungen unbekannter Bakterien bedeckt.“

Später verbesserten sich die Bedingungen für die Künstler erheblich dank der verständnisvollen Haltung des Lagerkommandanten Major H. O. Daniel, der Materialien für die Internierten besorgte sowie einzelnen von ihnen, wie Kurt Schwitters und Paul Hamann, Räume als Atelier zuwies. An Orten wie diesen konnten sie Studenten aufnehmen, die aus dem engen und intensiven Kontakt mit solch führenden Künstlern großen Nutzen zogen.

### Musik
Major Daniel übte seinen Einfluss auch bei der Förderung des Musikwesens im Lager aus, etwa, indem er Instrumente für die Internierten besorgte. Bald entstand ein Lagerorchester unter der Leitung von Prof. Kästner, angeblich ein Neffe von Thomas Mann. Werke von Komponisten wie Bach, Mozart, Schubert, Beethoven und Brahms waren besonders beliebt.
Einer der berühmtesten Musiker im Lager war der Konzertpianist Marjan Rawicz. Wie andere Künstler und Musiker im Lager, so gab auch Rawicz dort Auftritte. Es wurde kolportiert, dass Rawicz bei der Vorbereitung eines solchen Konzerts jedes einzelne der elf Klaviere prüfte, die in den Häusern des Hutchinson Camp existierten. Als er eines davon spielte, brach das Klavier buchstäblich entzwei. Sogleich stürzten sich die anderen Lagerinsassen darauf und „kannibalisierten“ es für ihre Zwecke: Maler nahmen das Holz als Malgrund, die metallenen Saiten wurden von der Technischen Abteilung als elektrische Leitungen verwendet, und ein Zahnarzt nutzte die Elfenbein-Tasten als Material für Zahnersatz.

### Theater
Auch das Theaterwesen blühte im Lager, mit Aufführungen an allen möglichen Orten. So wurde von einer Produktion von John Steinbecks Von Mäusen und Menschen berichtet, die vor zwanzig in ein Schlafzimmer gedrängten Zuschauern gespielt wurde, und von Sketchen wie einer Parodie von Shakespeares Romeo und Julia, jedoch über eine homosexuelle Beziehung zwischen „Romeo and Julian“.
Das Lager sah auch Aufführungen, die von manchen zu den frühesten Beispielen einer Performance gezählt werden, so Kurt Schwitters’ 40-minütiges, dadaistisches Lautgedicht Ursonate. Das Stück erwies sich bei manchen Lagerinsassen als so beliebt, dass die Refrains zeitweise zum Gruß im Lager abgewandelt wurden. Schwitters war auch verantwortlich für andere dadaistische Lesungen und Performances, von formellen Gedichtlesungen bis hin zu seiner Vorliebe, unter seinem Bett zu schlafen und wiederholt wie ein Hund zu bellen.

## Kriegsgefangenenlager
Nachdem Hutchinson Camp im März 1944 als Internierungslager geschlossen war, wurde es als Quartier für Kriegsgefangene hergerichtet. Der Umbau nahm lange Zeit in Anspruch, da hierfür nicht die ursprünglichen Hauseinrichtungen verwendet wurden, sondern diese eingelagert und durch neu angefertigtes Mobiliar ersetzt wurden. Zusätzlich wurde der Stacheldrahtzaun verstärkt, man errichtete Wachtürme und verstärkte die Wachen.
Am 22. November 1944 trafen etwa 5.000 deutsche Kriegsgefangene auf der Insel Man ein, von denen viele ins Hutchinson Camp eingewiesen wurden. Dies war der erste von vielen Zugängen für die Lager auf der Insel, die jetzt kollektiv als 171 POW Camp bezeichnet wurden.
Bis zum 4. August 1945 hatten die Gefangenen das Lager wieder verlassen. Bis zum 24. November wurden die Mieter und Eigentümer der Häuser in den Lagern Hutchinson, Onchan and Mooragh informiert, dass ihr Eigentum wieder freigegeben sei und sie wieder einziehen könnten.

## Bekannte Internierte
- Bruno Ahrends, Architekt aus Berlin[25]
- William Cohn, Kunsthistoriker[26]
- Norbert Elias, Soziologe[27]
- Carl Ludwig Franck, Architekt aus Berlin[26]
- Richard Friedenthal, Schriftsteller[26]
- Hans G. Furth, Psychologie-Professor aus Wien
- Emil Goldmann, Rechtshistoriker[26]
- Paul Hamann, bildender Künstler[26]
- Klaus Hinrichsen, Kunsthistoriker aus Lübeck[9]
- Paul Jacobsthal, Archäologe[26]
- Erich Kahn, Grafiker und Expressionist aus Stuttgart[28]
- Walter Landauer, Pianist aus Wien[29]
- Rudolf Olden, Journalist aus Stettin
- Ferdinand Rauter, österreichischer Pianist[30]
- Marjan Rawicz, polnischer Pianist[26]
- Kurt Schwitters, Künstler (Dadaist) aus Hannover
- Fred Uhlman, Schriftsteller und Maler aus Stuttgart
- Hellmuth Weissenborn, bildender Künstler[26]
- Egon Wellesz, österreichischer Komponist und Musikwissenschaftler[26]